# Snajperist
Snajperist (eng. sniper) policajac je, vojnik ili član druge oružane skupine obučen za precizno gađanje na velikim daljinama. 
Snajperist izvršava zadaće selektivnom uporabom posebno namijenjenim vatrenim oružjem na daljini u rasponu od 600 do 2500 metara. 
Naoružanje je posebno odabrano oružje opremljeno optičkim pomagalom koje omogućuje preciznost na velikim udaljenostima. Snajperist na bojištu ima zadatak eliminacije važnih ciljeva: neprijateljske snipere, položaje s teškim naoružanjem (mitraljeze, topove, minobacače) ili posade oklopnih vozila na bojnom polju.
Pored sposobnosti za precizno gađanje snajperskom puškom, snajperisti moraju imati odgovarajuće psihofizičke osobine, primjerice spremnost na dugo čekanje odgovarajućeg trenutka za izvršavanje zadaće.

## Uloge
- Zaštita od neprijatelja na pristupnim cestama
- Usporavanje napada neprijatelja
- Pokrivanje pri povlačenju vlastitih snaga
- Izvidnica (za topništvo, itd.)
- Ušutkavanje ključnih ciljeva
- Izolirati neprijateljske jedinice
- Čišćenje od terorista
- Prozuterorističko djelovanje
- Postavljanje zasjeda
- Osiguranje
- Spašavanje taoca

## Terorizam
U doba Domovinskog rata i tijekom rata u Bosni korišten je ovaj oblik asimetričnog ratovanja, što je posebno bilo izraženo u Sarajevu u kojem su oružane snage Bosanskih Srba sa svojim položaja na rubnim dijelovima grada sustavno i organizirano snajperskom paljbom terorizirale građane, uključujući i djecu.

## Poznati snajperisti
- Alija Moldagulova, sovjetska snajperistica, podrijetlom iz Kazahstana, iz vremena Drugog svjetskog rata.
- Simo Häyhä, finski vojnik koji se istaknuo time što je koristeći standardni nišan na pušci M/28 ubio više od 500 ruskih vojnika u Zimskom ratu.